# 髙柳一誠
髙柳 一誠（たかやなぎ いっせい、1986年9月14日 - ）は、神奈川県横浜市出身の元プロサッカー選手、サッカー指導者。ポジションはミッドフィールダー。

## 来歴
転勤族であった家族の影響で横浜や名古屋など転校を繰り返し、小学校4年生より広島市安佐北区高陽地区で暮らす。小学生時代は広島高陽FCに在籍、FWとしてプレーした。このときの1学年先輩に田坂祐介、 1学年後輩に森重真人がいる。
1999年、広島のジュニアユースに入団。同期に、大屋翼・長谷川博一。中村重和らから指導を受け成長し頭ひとつ抜けた存在となり、2001年中学3年次にはU-15日本代表に選ばれる。
2002年、広島ユースへ昇格。同期に、大屋・前田俊介・佐藤昭大・髙萩洋次郎・森脇良太・桒田慎一朗・藤井大輔・冨成慎司。同年、左サイドバックのレギュラーポジションを掴み、Jユースカップ準優勝に貢献。翌2003年、トップチームのキャンプに髙萩・前田・佐藤と共に招集され、2種登録選手としてトップチーム登録。この年の広島ユースは全国で旋風を巻き起こしユース二冠達成、自身も左サイドバックやボランチとして活躍した。同年10月高円宮杯準決勝敗退後、トップチーム昇格の打診を受けるが、自らのプレーに自信が持てない事や準決勝敗退に終わった高円宮杯のリベンジを果たしたいとの思いから、この打診を断っている。
2004年、ユース所属ながら引き続き2種登録登録。同年7月、アテネオリンピック出場のため離脱した駒野友一の代わりに 右ウイングバックとしてナビスコカップ対東京ヴェルディ1969戦に公式戦デビューしミドルレンジからゴールを決めている。その後、駒野が復帰するまで右サイドバックとしてJ1リーグ戦に3試合に出場した。一方同年のユースではボランチとしてチームの中心選手となり、ユース三大大会のうち三大会とも決勝進出、二冠を達成した。
2005年、正式にトップに昇格。同期に、ユースからの昇格組である前田・佐藤・森脇・桒田のほか、入船和真・中尾真那・西河翔吾がいる。同年、ワールドユース・オランダ大会に出場するU-20日本代表に選ばれる も急性A型肝炎により出場辞退。トップチーム昇格後、小野剛・望月一頼やミハイロ・ペトロヴィッチと歴代監督に評価されるものの、相次ぐ怪我による離脱によりレギュラーに定着出きず途中出場が続いた。
2009年、森崎浩司・髙萩および桒田慎一朗と怪我や体調不良による欠場により、トップ下のレギュラーとして抜擢され、同年4月ガンバ大阪戦でリーグ戦初ゴールを決めている。2010年、佐藤寿人・山崎雅人・森崎浩と怪我や体調不良により欠場すると李忠成と共に先発メンバーに定着し李・髙萩・髙柳のトライアングルが噛み合いチームの好調を支えた が、同年11月に左膝前十字靭帯損傷し長期離脱した。ただ、この怪我の完治が長引き、復帰以降は中盤の選手層の厚さ に阻まれ出場機会を得られなかった。同年末、構想外となった。
2012年、コンサドーレ札幌に完全移籍した。同年2月、古傷である左膝前十字靭帯の部分損傷により長期離脱した。同年12月には札幌から契約満了が発表された。Jリーグ合同トライアウトへの参加を経て、2013年1月からはヴィッセル神戸の練習に参加。同年2月には神戸への加入決定が発表された。
神戸ではほとんど出場出来ず、リーグ戦では1年半で8試合の出場に留まっていたことから、2014年8月にロアッソ熊本へ期限付き移籍 した。熊本では加入後すぐにボランチとして起用、終盤まで主力として出場し続けた。2015年1月7日にロアッソ熊本への完全移籍が発表された。熊本には2年半在籍し、2016シーズンには実に7年ぶりとなるゴールを決めるなど主軸として活躍したが、同年シーズン終了後に契約満了により退団することが発表された。
2016年12月23日、レノファ山口FCへの移籍が発表された。山口では初年度こそ20試合に出場したものの、翌2018年はわずか1試合の途中出場にとどまり、シーズン終了後、契約満了による退団が発表された。
2019年に入っても新たな所属先が決まらなかったが、2019年2月22日に沖縄SVへ移籍することが発表された。
2021年12月21日、沖縄SVの選手兼コーチに就任すると発表された。
2023年1月7日、現役引退とトップチームコーチ退任、並びに沖縄SV U-18監督就任が発表された。

## 人物
基本ポジションはトップ下だが、ボランチ・左右両アウトサイド・ストッパーをもこなすユーティリティープレイヤー。
2011年時点では、広島における公式戦最年少得点記録保持者（17歳10ヶ月10日、2004年7月24日ナビスコカップ第6節・東京V戦）だった。

## 所属クラブ
- 1993年 - 1996年 瀬谷FC (横浜市立南瀬谷小学校)
- 1996年 - 1998年 広島高陽FC (広島市立亀崎小学校)
- 1999年 - 2001年 サンフレッチェ広島ジュニアユース (広島市立亀崎中学校)
- 2002年 - 2004年 サンフレッチェ広島ユース (広島県立吉田高等学校)
  - 2003年 - 2004年 サンフレッチェ広島 (2種登録)
- 2005年 - 2011年 サンフレッチェ広島F.C
- 2012年 コンサドーレ札幌
- 2013年 - 2014年 ヴィッセル神戸
  - 2014年 ロアッソ熊本 (期限付き移籍)
- 2015年 - 2016年 ロアッソ熊本
- 2017年 - 2018年 レノファ山口FC
- 2019年 - 2022年 沖縄SV

## 個人成績
| 国内大会個人成績 | 国内大会個人成績 | 国内大会個人成績 | 国内大会個人成績 | 国内大会個人成績 | 国内大会個人成績 | 国内大会個人成績 | 国内大会個人成績 | 国内大会個人成績 | 国内大会個人成績 | 国内大会個人成績 | 国内大会個人成績 |
| 年度             | クラブ           | 背番号           | リーグ           | リーグ戦         | リーグ戦         | リーグ杯         | リーグ杯         | オープン杯       | オープン杯       | 期間通算         | 期間通算         |
| 年度             | クラブ           | 背番号           | リーグ           | 出場             | 得点             | 出場             | 得点             | 出場             | 得点             | 出場             | 得点             |
| 日本             | 日本             | 日本             | 日本             | リーグ戦         | リーグ戦         | リーグ杯         | リーグ杯         | 天皇杯           | 天皇杯           | 期間通算         | 期間通算         |
| ---------------- | ---------------- | ---------------- | ---------------- | ---------------- | ---------------- | ---------------- | ---------------- | ---------------- | ---------------- | ---------------- | ---------------- |
| 2002             | 広島Y            | 8                | -                | -                | -                | -                | -                | 1                | 0                | 1                | 0                |
| 2003             | 広島Y            | 2                | -                | -                | -                | -                | -                | 1                | 0                | 1                | 0                |
| 2004             | 広島             | 36               | J1               | 3                | 0                | 1                | 1                | 0                | 0                | 4                | 1                |
| 2005             | 広島             | 25               | J1               | 6                | 0                | 1                | 0                | 0                | 0                | 7                | 0                |
| 2006             | 広島             | 25               | J1               | 13               | 0                | 5                | 0                | 1                | 0                | 19               | 0                |
| 2007             | 広島             | 25               | J1               | 21               | 0                | 8                | 0                | 5                | 1                | 34               | 1                |
| 2008             | 広島             | 25               | J2               | 24               | 0                | -                | -                | 4                | 2                | 28               | 2                |
| 2009             | 広島             | 25               | J1               | 26               | 3                | 5                | 1                | 2                | 1                | 33               | 5                |
| 2010             | 広島             | 13               | J1               | 17               | 0                | 3                | 0                | 2                | 0                | 22               | 0                |
| 2011             | 広島             | 13               | J1               | 0                | 0                | 0                | 0                | 0                | 0                | 0                | 0                |
| 2012             | 札幌             | 14               | J1               | 0                | 0                | 0                | 0                | 0                | 0                | 0                | 0                |
| 2013             | 神戸             | 26               | J2               | 4                | 0                | -                | -                | 1                | 0                | 5                | 0                |
| 2014             | 神戸             | 26               | J1               | 4                | 0                | 1                | 0                | 0                | 0                | 5                | 0                |
| 2014             | 熊本             | 37               | J2               | 16               | 0                | -                | -                | -                | -                | 16               | 0                |
| 2015             | 熊本             | 8                | J2               | 35               | 0                | -                | -                | 1                | 0                | 36               | 0                |
| 2016             | 熊本             | 8                | J2               | 26               | 1                | -                | -                | 1                | 0                | 27               | 1                |
| 2017             | 山口             | 14               | J2               | 20               | 0                | -                | -                | 1                | 0                | 21               | 0                |
| 2018             | 山口             | 14               | J2               | 1                | 0                | -                | -                | 0                | 0                | 1                | 0                |
| 2019             | 沖縄SV           | 22               | 九州             | 18               | 0                | -                | -                | 2                | 0                | 20               | 0                |
| 2020             | 沖縄SV           | 22               | 九州             | 4                | 0                | -                | -                | 1                | 0                | 5                | 0                |
| 2021             | 沖縄SV           | 22               | 九州             | 16               | 0                | -                | -                | 1                | 0                | 17               | 0                |
| 2022             | 沖縄SV           | 22               | 九州             | 8                | 0                | -                | -                | 0                | 0                | 8                | 0                |
| 通算             | 日本             | 日本             | J1               | 90               | 3                | 24               | 2                | 10               | 2                | 124              | 7                |
| 通算             | 日本             | 日本             | J2               | 126              | 1                | -                | -                | 8                | 2                | 134              | 3                |
| 通算             | 日本             | 日本             | 九州             | 46               | 0                | -                | -                | 4                | 0                | 50               | 0                |
| 通算             | 日本             | 日本             | 他               | -                | -                | -                | -                | 2                | 0                | 2                | 0                |
| 総通算           | 総通算           | 総通算           | 総通算           | 262              | 4                | 24               | 2                | 24               | 4                | 310              | 10               |

- 2002年および2003年はユースチームとして出場、2004年は2種登録（ユース所属）でトップチーム出場

| 国際大会個人成績 | 国際大会個人成績 | 国際大会個人成績 | 国際大会個人成績 | 国際大会個人成績 |
| 年度             | クラブ           | 背番号           | 出場             | 得点             |
| AFC              | AFC              | AFC              | ACL              | ACL              |
| ---------------- | ---------------- | ---------------- | ---------------- | ---------------- |
| 2010             | 広島             | 13               | 5                | 1                |
| 通算             | AFC              | AFC              | 5                | 1                |

出場歴
- 公式戦初出場 - 2004年7月24日 ナビスコカップ第6節 vs東京ヴェルディ1969戦 (広島スタジアム)
- 公式戦初得点 - 2004年7月24日 ナビスコカップ第6節 vs東京ヴェルディ1969戦 (広島スタジアム)
- Jリーグ初出場 - 2004年8月14日 J1リーグ2ndステージ第1節 vsジェフユナイテッド市原戦 (市原臨海競技場)
- Jリーグ初得点 - 2009年4月4日 J1リーグ第4節ガンバ大阪戦 (万博)

## 代表・選抜歴
- メニコンカップ日本クラブユースサッカー東西対抗戦U-15 (2001年・西軍) ※クラブユース選手権優秀選手より選抜
- U-15日本代表
  - フランス遠征 (2001年)
- U-16日本代表 
  - U-17アジア選手権大会UAE2002 (他) (2002年)
- U-18日本代表
  - SBSカップ 国際ユースサッカー (他) (2003年)
- U-19日本代表 
  - AFCユース選手権2004 (他) (2004年)
- U-20日本代表
  - FIFAワールドユース選手権 (2005年) ※急病の為、出場辞退

## 指導歴
- 2021年 - 沖縄SV
  - 2021年 - 2022年 トップチーム 選手兼コーチ
  - 2023年 - アカデミーダイレクター兼U-18 監督

## タイトル

### クラブ
サンフレッチェ広島ユース
- Jユースカップ (2003年)
- 日本クラブユースサッカー選手権 (U-18)大会：2回 (2003年、2004年)
- 高円宮杯全日本ユース(U-18)サッカー選手権大会 (2004年)